# بيليز هاربور (ويسكونسن)
بيليز هاربور (بالإنجليزية: Baileys Harbor, Wisconsin)‏ هي بلدة تقع بولاية ويسكونسن في الولايات المتحدة. تبلغ مساحتها 178.1 (كم²)، وترتفع عن سطح البحر 178 م، بلغ عدد سكانها 1003 نسمة في عام 2000 حسب إحصاء مكتب تعداد الولايات المتحدة وتصل الكثافة السكانية فيها 13.1 نسمة/كم2.

## وصلات خارجية
- http://www.townofbaileysharbor.com
- The US50 - Cities and Towns in Wisconsin State
- Wisconsin Cities and Towns, Facts, Map, Flag, Colleges, Government, and More